# Милаушкин, Пётр Семёнович
Пётр Семёнович Милаушкин (22 октября 1922, Акмолинск — 29 марта 2006, Воронеж) — советский лётчик-ас реактивной авиации, участник Великой Отечественной войны и Корейской войны. Гвардии подполковник (1956). Один из самых результативных советских истребителей в Корейской войне (11 личных побед), представлялся к присвоению звания Героя Советского Союза, но присвоено оно не было.

## Биография
Жил в городе Астрахань. Там в 1940 году окончил 10 классов средней школы. Одновременно в 1938—1939 годах учился в Астраханском аэроклубе имени М. В. Водопьянова, который успешно окончил. 
В Красную Армию был призван в феврале 1940 года. В январе 1941 года окончил Сталинградскую военно-авиационную школу пилотов имени Сталинградского пролетариата и был оставлен в ней лётчиком-инструктором. Занимался обучением курсантов для фронта на протяжении всей Великой Отечественной войны. В начале 1942 года, когда Сталинград стал подвергаться налётам немецкой авиации, инструкторы авиашколы принимали участие в их отражении (аэродром и кадры авиашколы были включены в систему ПВО Сталинграда). По словам Милаушкина, 2 февраля 1942 года в паре с младшим лейтенантом Дмитриевым он сбил на истребителе И-16 немецкий бомбардировщик Хейнкель-111 (однако документального подтверждения данной победы пока не обнаружено). Последние боевые вылеты совершал в ходе Сталинградской битвы на штурмовку наземных войск, когда немецкие войска уже подошли к Сталинграду. За время участия в обороне Сталинграда Пётр Милаушкин выполнил 16 боевых вылетов, участвовал в 6 воздушных боях. 15 февраля 1943 года Петру Милаушкину было присвоено воинское звание лейтенант. В 1943 году за отличную подготовку курсантов был представлен к награждению орденом «Знак Почёта», вышестоящий командир повысил статус награду на орден Красной Звезды, но в итоге лётчика наградили медалью «За боевые заслуги».
Летом 1942 года с авиашколой был эвакуирован в Кустанайскую область. Готовил лётный состав для фронта на самолётах Як-1, Як-7 и Як-9. Служил в Сталинградском военно-авиационном училище лётчиков и после войны (с 1946 года училище действовало в Новосибирске).
В феврале 1950 года был переведён в 176-й гвардейский истребительный авиационный полк 324-й истребительной авиационной дивизии ВВС Московского военного округа: лётчик, с мая 1950 года старший лётчик, с июня 1951 года командир звена, с июля 1951 года - заместитель командира и штурман эскадрильи. Освоил реактивные истребители Як-17 и МиГ-15. 21 октября 1950 года ему присвоена классность «Военный лётчик 1-го класса».
В декабре 1950 года в составе 176-го гвардейского ИАП убыл в правительственную командировку в Китай. С апреля 1951 года по февраль 1952 участвовал в Корейской войне. За время участия в боевых действиях совершил около 120 боевых вылетов, участвовал в около 50 воздушных боёв, лично сбил 11 самолётов противника. Командир полка С. Ф. Вишняков и командир дивизии И. Н. Кожедуб представляли П. С. Милаушкина к званию Героя Советского Союза, но он так и не был удостоен этой награды. За свои подвиги в небе Кореи награждён двумя орденами Красного Знамени.
После войны продолжил службу в 176-м гвардейском истребительном авиаполку в Московском округе ПВО. С декабря 1952 года командовал эскадрильей, с ноября 1954 года — заместитель командира полка по лётной подготовке. Окончил 1-е Центральные лётно-тактические курсы усовершенствования офицерского состава в 1957 году, после чего продолжал службу в составе своего полка на прежней должности. В период 1956—1958 годов сбил 2 воздушных шара стран НАТО с разведоборудованием над территорией Московской области. С июня 1960 года гвардии подполковник П. С. Милаушкин — в запасе.
Жил в Воронеже. Не оставил мемуаров, но в 1990-х годах подробно описал в письмах своё участие в воздушных боях Корейской войны исследователям В. Гагину и И. Сейдову, которые широко цитировали их в своих работах об этой войне. Умер 29 марта 2006 года. Похоронен на Юго-Западном кладбище Воронежа.

## Воинские звания
- Младший лейтенант (1941)
- Лейтенант (15.02.1943)
- старший лейтенант (14.08.1946)
- капитан (13.02.1951)
- майор (2.02.1952)
- подполковник (17.05.1956)

## Награды
- 3 ордена Красного Знамени (10.10.1951, 25.09.1952, 22.02.1955)
- орден Отечественной войны 2-й степени (11.03.1985)
- 2 ордена Красной Звезды (29.04.1954, 26.10.1955)
- медали, в том числе:
  - 2 медали «За боевые заслуги» (28.02.1944, 15.11.1950)
  - медаль «За оборону Сталинграда» (1942)
  - Медаль «За победу над Германией в Великой Отечественной войне 1941—1945 гг.» (1945)